# Мови Мексики
У Мексиці розмовляють багатьма мовами, хоча найпоширенішою є іспанська. Мови корінних народів походять з одинадцяти мовних сімей, включаючи чотири ізольованих та одну, що іммігрувала зі США. Уряд Мексики визнає 68 національних мов, 63 із яких є корінними, у тому числі близько 350 діалектів цих мов. Переважна більшість населення є одномовною іспанською мовою. Деякі іммігранти та корінне населення є двомовними, а деякі корінні — одномовними. Значною частиною глухонімого населення розмовляють мексиканською жестовою мовою, також існує одна або дві корінні жестові мови.
Уряд Мексики використовує іспанську мову в більшості офіційних цілей, але з точки зору законодавства її статус не є офіційною основною мовою. Закон про мовні права встановлює іспанську мову як одну з національних мов країни разом із 63 різними мовами корінного населення (із семи великих сімей, плюс чотири вважаються мовними ізолятами). Закон, оприлюднений у 2003 році, вимагає від держави пропонувати всі свої послуги своїм корінним громадянам рідною мовою, але на практиці це поки що не так. Зауважимо, що, як визначено взаємною зрозумілістю, кількість розмовних мов у Мексиці набагато більша, ніж 63 національні мови, оскільки Національний інститут мов корінних народів (INALI) нараховує окремі етнічні групи для цілей політичної класифікації. Наприклад, міштеки є єдиною етнічною приналежністю і тому вважається єдиною мовою для урядових/правових цілей, але існує десяток окремих регіонів діалектів міштеків, кожен із яких включає принаймні один різновид, який не є взаємозрозумілим з іншими діалектними регіонами (Josserand, 1983), а в «Етнолог» нараховується 52 різновиди міштеку, які потребують окремої літератури. Наразі «Етнолог» нараховує 282 мови корінних народів, якими зараз розмовляють у Мексиці, а також ряд мов іммігрантів (Льюїс та ін., 2018).
Через довгу історію маргіналізації груп корінних народів більшість мов корінних народів перебувають під загрозою зникнення, при цьому деякі мови вимирають протягом кількох років чи десятиліть, а інші просто мають населення, яке зростає повільніше, ніж у середньому по країні. За даними Комісії з питань розвитку корінних народів (CDI) та Національного інституту мов корінних народів (INALI), у той час як 10–14 % населення ідентифікується як належне до корінної групи, близько 6 % розмовляють мовою корінного населення.
У країні розмовляють іншими мовами, які не є рідними для Мексики. Окрім іспанської, ймовірно, найбільше населення — англійською, німецькою (Plautdietsch), арабською, китайською та японською.

## Історія мови

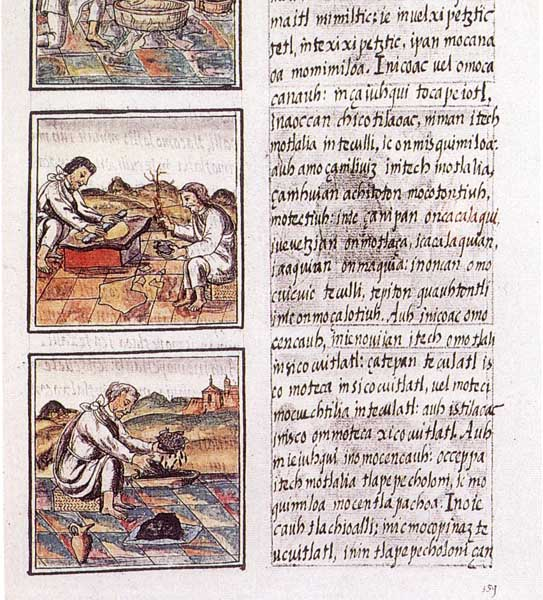
Сторінка Флорентійського кодексу, написана латинізованим науатлем (невідомо, що науатль була письмовою мовою до її романізації).

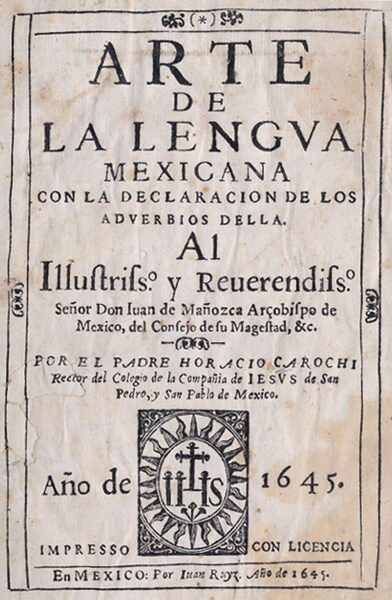
Граматика мексиканської мови карочі

Із приходом перших францисканських місіонерів іспанська, латинська та корінні мови відіграли роль у євангелізації Мексики. Багато церковників XVI століття вивчали мови корінних народів, щоб навчити корінні народи християнській доктрині. Ті ж чоловіки також вважали кастильську та латинську мови доречними у певних контекстах. Загалом, від початку колоніального періоду існувало своєрідне «мовне співіснування».
Деякі ченці та священики намагалися описати та класифікувати мови корінного населення іспанською. У 1570 р. Філіпп II Іспанський постановив, що науатль стане офіційною мовою колоній Нової Іспанії, щоб полегшити спілкування між вихідцями з колоній.
У 1696 році Карл II відмінив цю політику і заборонив використання у всій Новій Іспанії будь-яких мов, крім іспанської. Починаючи з 18 століття, декрети, що наказують іспанізацію корінного населення, стали більш численними, і іспанські колонізатори більше не вивчали мов корінного населення.
Після здобуття незалежності уряд започаткував освітню систему з основною метою іспанізації корінного населення. Ця політика ґрунтувалася на ідеї, що це допоможе корінним народам стати більш інтегрованою частиною нової мексиканської нації.
За винятком Другої Мексиканської імперії, очолюваної Габсбургами Максиміліаном I, жоден мексиканський уряд не намагався запобігти втраті мов корінного населення протягом 19 століття.
У 1889 році Антоніо Гарсія Кубас підрахував, що 38 % мексиканців розмовляли мовою корінного населення, порівняно з 60 % у 1820 році. До кінця 20 століття ця цифра впала до 6 %.
Протягом більшої частини ХХ століття послідовні уряди відмовляли рідним мовам у статусі дійсних мов. Учням корінного населення заборонялося говорити рідною мовою в школі і часто за це карали.
У 2002 р. до Конституції Мексики було внесено зміни, щоб зміцнити багатонаціональну природу нації, давши державі зобов'язання захищати та плекати вираження цього різноманіття. 14 червня 1999 р. Рада письменників мовами корінних народів представила Конгресу документ під назвою «Запропоновані правові ініціативи щодо мовних прав корінних народів та громад» з метою розпочати захист мовних прав корінних громад. У березні 2003 р. було прийнято Загальний закон про мовні права корінних народів, який встановив основи для збереження, виховання та розвитку мов корінних народів. Критики стверджують, що складність закону ускладнює його виконання.

## Мови корінного населення

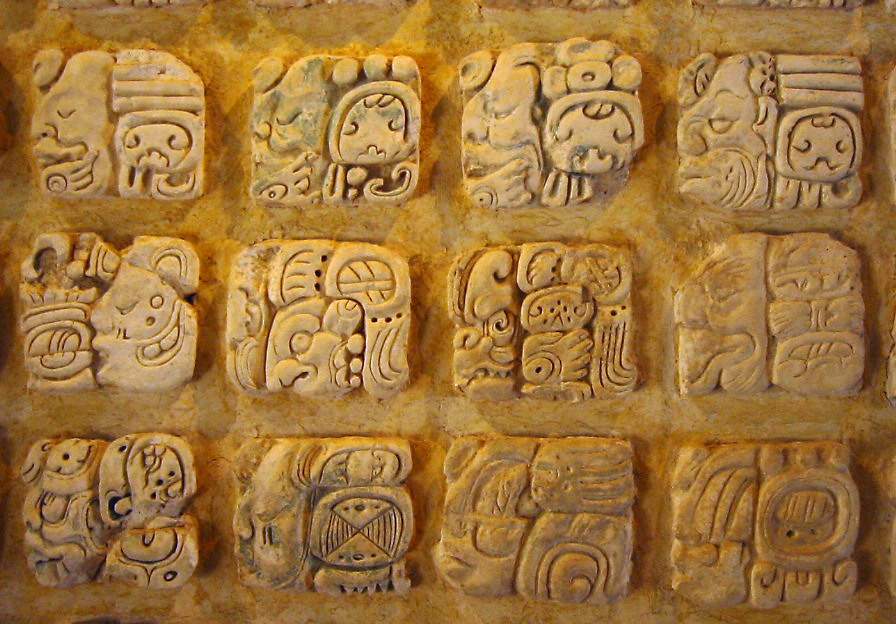
Мексика є домівкою для деяких із найдавніших у світі систем письма, таких як писемність майя. Письмо майя використовує логограми, доповнені набором алфавітних або складових гліфів та символів, подібних за функціями до сучасного японського письма.

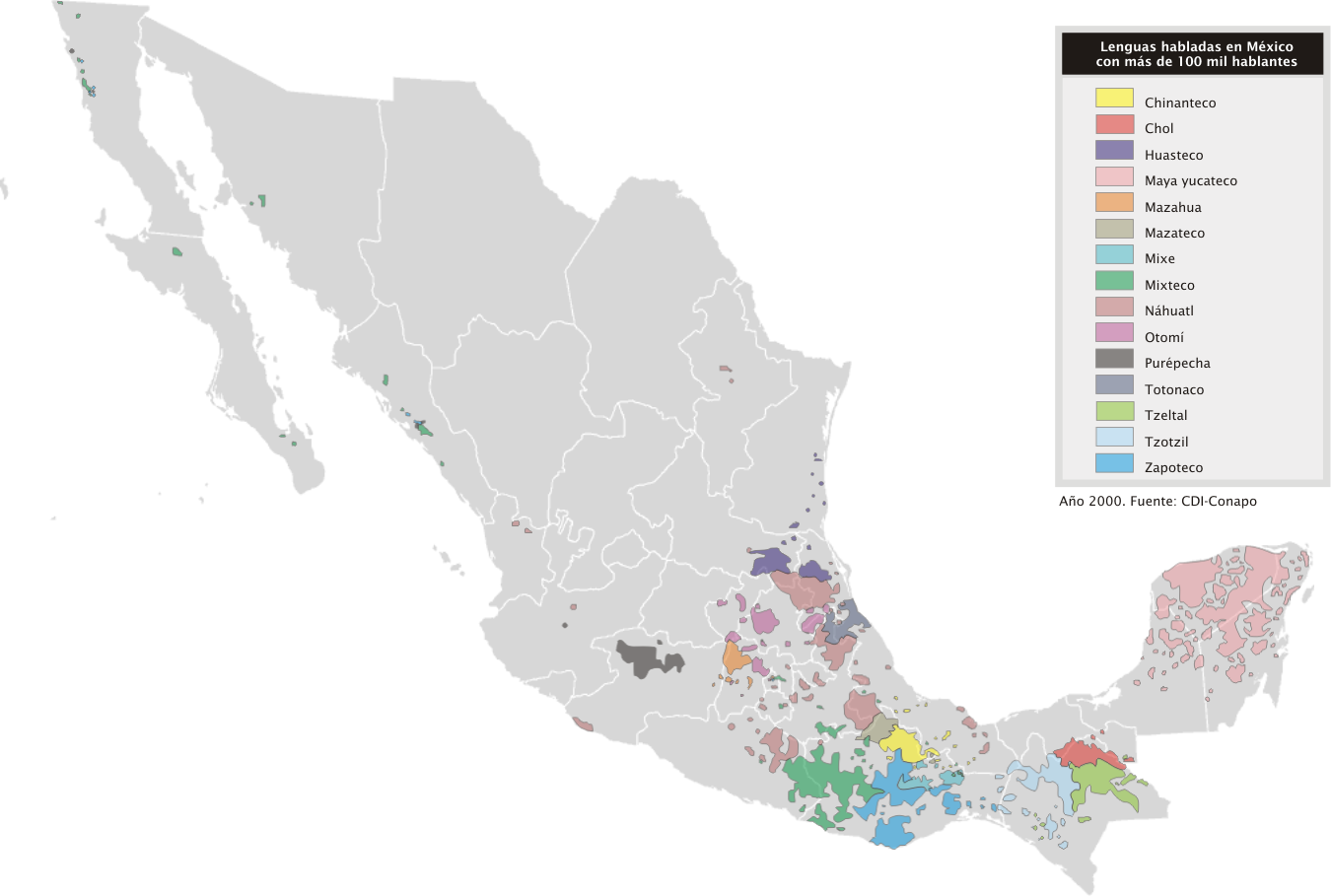
Мапа корінних народів Мексики на 2000 рік із більш ніж 100 000 носіями.

Іспанська є де-факто національною мовою, якою володіє переважна більшість мексиканців, хоча в законодавстві вона не визначена як офіційна. Друга стаття конституції 1917 р. визначає країну як багатокультурну, визнає право корінних народів «зберігати та збагачувати свої мови» та сприяє «двомовній та міжкультурній освіті».
У 2003 році Конгрес Мексики схвалив Загальний закон про мовні права корінних народів, що є законом, який визнає, що історія Мексики робить її корінні мови «національними мовами». Відповідно, вони «мають однакову силу [як іспанська] на своїй території, місцезнаходженні та контексті». Водночас законодавці не вносили жодних конкретних положень щодо офіційного чи правового статусу іспанської мови. Цей закон означає, що корінні народи можуть використовувати свою рідну мову у спілкуванні з представниками влади та запитувати офіційні документи цією мовою. Мексиканська держава підтримує збереження та сприяння використанню національних мов через діяльність Національного інституту мов корінних народів.
У Мексиці близько шести мільйонів громадян, які говорять мовами корінних народів. Це друга за чисельністю група в Америці після Перу. Однак порівняно невеликий відсоток населення Мексики говорить мовою корінного населення порівняно з іншими країнами Америки, такими як Гватемала (42,8 %), Перу (35 %) і навіть Еквадор (9,4 %), Панама (8,3 %), Парагвай та Болівія.
Єдиною мовою корінного населення, якою розмовляє більше мільйона людей у Мексиці, є мова науатль; інші мови корінних американців із великою кількістю носіїв мови включають юкатецькі майя.

## Мовна загроза
| Language                                                       | Speakers  |
| -------------------------------------------------------------- | --------- |
| науатль (Nahuatl, Nahuat, Nahual, Macehualtlahtol, Melatahtol) | 1,651,958 |
| юкатек майя (Maaya t'aan)                                      | 774,755   |
| цельталь (K'op o winik atel)                                   | 589,144   |
| цоциль (Batsil k'op)                                           | 550,274   |
| міштек (Tu'un sávi)                                            | 526,593   |
| сапотек (Diidxaza)                                             | 490,845   |
| отомі(Hñä hñü)                                                 | 298,861   |
| тотонак (Tachihuiin)                                           | 256,344   |
| чоль (Mayan) (Winik)                                           | 254,715   |
| масатек (Ha shuta enima)                                       | 237,212   |
| Тінек (Téenek)                                                 | 168,729   |
| масауа (Jñatho)                                                | 153,797   |
| тлапанек (Me'phaa)                                             | 147,432   |
| чинантек (Tsa jujmí)                                           | 144,394   |
| пурепеча (P'urhépecha)                                         | 142,459   |
| міхе (Ayüük)                                                   | 139,760   |
| тараумара (Rarámuri)                                           | 91,554    |
| соке                                                           | 74,018    |
| тохолобаль (Tojolwinik otik)                                   | 66,953    |
| чонталь (Yokot t'an)                                           | 60,563    |
| уїчоль (Wixárika)                                              | 60,263    |
| амусго (Tzañcue)                                               | 59,884    |
| чатино (Cha'cña)                                               | 52,076    |
| тепеуа del sur (Ódami)                                         | 44,386    |
| майо (Yoreme)                                                  | 38,507    |
| пополука (Zoquean) (Tuncápxe)                                  | 36,113    |
| кора (Naáyarite)                                               | 33,226    |
| трікі (Tinujéi)                                                | 29,545    |
| які (Yoem Noki or Hiak Nokpo)                                  | 19,376    |
| уаве (Ikoods)                                                  | 18,827    |
| пополока (Oto-manguean)                                        | 17,274    |
| куїкатек (Nduudu yu)                                           | 12,961    |
| паме (Xigüe)                                                   | 11,924    |
| мам (Qyool)                                                    | 11,369    |
| канхобаль                                                      | 10,851    |
| Tepehuano del norte                                            | 9,855     |
| тепеуа (Hamasipini)                                            | 8,884     |
| Текістлатецькі мови (Slijuala sihanuk)                         | 5,613     |
| Саюла-пополуцька мова                                          | 4,765     |
| чуська мова                                                    | 3,516     |
| акатек                                                         | 2,894     |
| чичимека-хонас (Úza)                                           | 2,364     |
| окуїлтек (Tlahuica)                                            | 2,238     |
| гуаріхіо (Warihó)                                              | 2,139     |
| кекчі (Q'eqchí)                                                | 1,599     |
| матлацинка                                                     | 1,245     |
| піма-бахо (Oob No'ok)                                          | 1,037     |
| чочо (Runixa ngiigua)                                          | 847       |
| лакандон (Hach t'an)                                           | 771       |
| Сері (Cmiique iitom)                                           | 723       |
| кіче                                                           | 589       |
| кумеяай (Ti'pai)                                               | 495       |
| хакалтек (Poptí) (Abxubal)                                     | 481       |
| техістепек                                                     | 368       |
| пайпай (Jaspuy pai)                                            | 231       |
| оодхам (O'odham)                                               | 203       |
| ішкатек                                                        | 195       |
| какчикель                                                      | 169       |
| кокопа (Kuapá)                                                 | 176       |
| мочо or Qato'k                                                 | 126       |
| Ішіль                                                          | 117       |
| Олутек                                                         | 77        |
| кіліва (Ko'lew)                                                | 76        |
| кікапу (Kikapoa)                                               | 63        |
| агуакатек                                                      | 20        |
| Інші мови1                                                     | 150,398   |
| 1 переважно недостатньо зазначені мови                         |           |
| Включає лише населення 5 років і старше. Джерело: INEGI (2005) |           |

Відповідно до Закону про мовні права, Мексика визнає шістдесят дві мови корінних народів спільно офіційними національними мовами. Оскільки домінуючою мовою є іспанська, Мексика стала місцем для мов, яким загрожує зникнення. «Соціально-економічний статус корінного населення та несприятливий тиск асиміляції на метисів або суспільство Ладіно вплинули на втрату мови корінних народів». Результатом конфлікту між мовами корінних народів та іспанською стало зміна мови в Мексиці, коли мовами корінних народів розмовляли з більшою кількістю людей, які користуються іспанською у всіх сферах. Через цю ситуацію було впроваджено багато стратегій відродження мови для того, щоб створити зміну мови, щоб спробувати змінити цю зміну мови. Літературні проекти, здійснені з народом науа становлять «Збереження живого вогню: десятиліття відродження мови в Мексиці», що демонструє досвід відродження мови в Південній Мексиці.

### Класифікація
Нижче наведено класифікацію 65 мов корінного населення, згрупованих за родинами:
Мовні сім'ї з членами на півночі Мексики
- Алгонкінські мови: кікапу
- Юма-кочимські мови: пайпай, кіліва, кокопа, кочимі та кумеяай
- Юто-ацтецькі мови:
  - Тепіманська гілка: оодхам, піма-бахо, північна та південна тепеуан
  - Гілка Таракаїта: тараумара, гуаріхіо, які та майо
  - Корачольська гілка: кора та уїчоль
  - Науанська гілка: науатль, діалекти науа

Мовні сім'ї з усіма відомими членами Мексики
- Тотонаканські мови:
  - Тотонак (різні варіанти)
  - тепеуа (різні варіанти)
- Отомангейські мови:
  - Ото-памська гілка: північна паме, південна паме, чичимека-хонас, отомі, масауа, матлацинка та окуїлтек.
  - Пополоканська гілка: пополока, чочо, іскатекська*, масатекська мова
  - Тлапанецько–субтиабська гілка: тлапанецька
  - Амусго гілка: герерська амусго, оахацька амусго
  - Міштецька гілка: міштецькі мови, куїкатецька та трікі.
  - Сапотеканська гілка: мови чатино, сапотек.
  - Чинантецька гілка: чинантецькі мови
  - Чиапанека-манга гілка: чиапанек*
- Мови міхе-соке:
  - Мови соке
  - Мови міхе
  - Пополуцька (техістепецька пополуцька, Сьєра-пополуцька (обидва соке) та саюла-пополуцька олута-пополуцька (обидва міхе))

Мовна сім'я з членами на півдні Мексики
- Маянські мови:
  - Уастецька гілка: вастек
  - Юкатеканська гілка: юкатецька майя, лакандон
  - Чоланська гілка: чоль чонтальська майя, цельталь, цоциль
  - Канхобаланська-чуська гілка: чуська мова, мова тохолабаль, канхобаль, хакалтек, мотозінтлек, мова акатек
  - Кіче-мамська гілка: мамська мова, мова тектитек, ішіль, мова кіче, какчикель та кекчі.

Мовні ізоляти:
- Сері
- Текістлатецькі мови: низинна чонталь, гірська чонталь
- Пурепеча
- уаве

- Під загрозою зникнення.

## Інші мови

Діалектний поділ іспанської мови в Мексиці, за словами Лопе Бланша.

Спільнота глухих використовує мексиканську жестову мову, жестову мову Юкатан і, на півночі Нижньої Каліфорнії, американську жестову мову.
Мови некорінного населення, якими розмовляють у Мексиці, становлять англійську (англійською мовою, а також мешканцями прикордонних штатів). Одним із прикладів цієї групи є американська мормонська колонія Нуево-Касас-Грандес у Чіуауа, яка оселилася наприкінці 19 століття. Німецькою (розмовляють переважно в Мехіко та Пуеблі), грецькою (розмовляють переважно в Мехіко, Гвадалахарі та особливо в штаті Сіналоа), арабською, венеційською (у Чипіло), італійською, французькою, окситанською, каталонською, баскською, галицькою, астурійською, філіппінською, менша кількість говорять польською, івритом, корейською, ладіно, плаутдієч, вірменською, японською, китайською та іншими мовами. Деякими з цих мов (венеційська та плаутдієч) розмовляють у відокремлених громадах чи селах. Решта говорять іммігранти або їхні нащадки, які, як правило, живуть у великих містах та селищах.
Що стосується інших мов, то багато освічених мексиканців (і тих із малою освітою, які іммігрували до США та повернулися) мають різний рівень володіння англійською мовою. Багато мексиканців, які працюють у туристичній галузі, можуть розмовляти англійською.
У дослідженні, проведеному Альянс Франсез у 2019 році, було виявлено, що мексиканці почали виявляти більший інтерес до вивчення французької мови: 250 000 людей є носіями французької мови, а 350 000 учать французьку.
Ромською розмовляють мексиканські цигани.